# Roberta Voltolini (album)
Roberta Voltolini è il primo album della cantautrice italiana omonima, pubblicato dall'etichetta discografica CGD nel 1985.
Il disco arriva a sette anni dall'esordio dell'artista, che aveva già inciso quattro singoli, utilizzando anche i nomi d'arte "Roberta" e "Roberta Rei", e vinto il Festival di Castrocaro nel 1978 e Un disco per l'estate 1984, oltre ad avere partecipato al Festival di Sanremo 1979 e al World Popular Song Festival nel 1981.
I brani sono interamente composti dall'interprete, che cura gli arrangiamenti insieme a Fio Zanotti.
Dall'album viene tratto il singolo Forza/Andiamo via, il cui brano principale partecipa a Un disco per l'estate 1985.

## Tracce

### Lato A
1. In cerca d'acqua
2. Come sto
3. Uomo semplice
4. Magia

### Lato B
1. Colori
2. Andiamo via
3. Che cosa c'è
4. Forza
5. Con me

## Formazione
- Roberta Voltolini – voce, cori, tastiera, pianoforte
- Davide Romani – basso
- Lele Melotti – batteria
- Mats Bjorklund – chitarra
- Curt Cress – batteria
- Anthony Monn – sintetizzatore, programmazione
- Paolo Gianolio – chitarra
- Gunther Gebauer – basso
- Fio Zanotti – tastiera, pianoforte
- Maurizio Preti – percussioni
- Ares Tavolazzi – contrabbasso
- Enzo Soffritti - tromba
- Sandro Comini – trombone
- Linda Wesley, Glenn White, Silvio Pozzoli – cori